# Gentest
En gentest er en analyse af et menneskes gener og dna. Gentest bruges for eksempel til at screene for arvelige sygdomme blandt fostre. Genchips eller bio-chips kan bruges til at foretage gentest.

## Genetisk screening
Når man screener for en bestemt sygdom, sammenligner man generne for denne sygdom med de ukendte gener fra en patient.[kilde mangler]